# Giải bóng đá Ngoại hạng Anh 1996–97
Giải bóng đá Ngoại hạng Anh mùa giải 1996–97 (được biết đến với tên gọi FA Carling Premiership vì lý do tài trợ)  là mùa giải thứ năm của Giải bóng đá Ngoại hạng Anh kể từ khi thành lập vào năm 1992. Danh hiệu vô địch của mùa giải được cạnh tranh quyết liệt bởi nhà đương kim vô địch là Manchester United cùng với Newcastle United, Arsenal và Liverpool. Cuối cùng, chức vô địch đã thuộc về Manchester United, sau khi Liverpool và Newcastle không giành được chiến thắng trong các trận đấu áp chót của mùa giải; với 75 điểm giành cho đội vô địch, đây là tổng số điểm thấp nhất đối với một câu lạc bộ vô địch Premier League và thấp nhất kể từ khi hệ thống "Ba điểm cho một chiến thắng" được áp dụng bắt đầu từ mùa giải 1981–82.
Middlesbrough, câu lạc bộ có những cầu thủ nước ngoài nổi tiếng như Juninho Paulista, Emerson, Fabrizio Ravanelli (người ghi 31 bàn thắng trên mọi đấu trường), Branco và Gianluca Festa, đã xuống hạng vào ngày cuối cùng của mùa giải và đội đã thua ở cả 2 trận chung kết Cúp FA 1997 và chung kết Cúp Liên đoàn Anh 1997. Middlesbrough kết thúc mùa giải ở vị trí thứ 19 trên bảng xếp hạng, nhưng sẽ được xếp thứ 14 nếu không bị trừ ba điểm vì đội tự ý hoãn trận đấu ngày 21 tháng 12 năm 1996 trong trận gặp Blackburn Rovers, đây là quyết định của ban huấn luyện của câu lạc bộ Middlesbrough do có 23 cầu thủ vắng mặt vì bị ốm và chấn thương. Câu lạc bộ đã tham khảo ý kiến của ban tổ chức Premier League trước khi hủy trận đấu và được yêu cầu làm 'điều mà họ cho là tốt nhất'. Để bảo vệ tính toàn vẹn của trận đấu và tránh đưa ra sân một đội gồm những cầu thủ trẻ chưa được ra sân thi đấu nhiều bao gồm ba thủ môn, Middlesbrough đã hủy trận đấu. Ban tổ chức Premier League sau đó đã tự giúp mình tránh khỏi việc chịu mọi trách nhiệm và dùng hình phạt trừ ba điểm với câu lạc bộ Middlesbrough. Hình phạt này đồng nghĩa với việc đội Coventry City, đội đã chơi ở hạng đấu cao nhất kể từ năm 1967, đã kết thúc ở vị trí thứ 17 và tránh được việc bị xuống hạng. Quyết định này gây tranh cãi và sau đó lại xuất hiện vào mùa giải 2006–07 khi câu lạc bộ West Ham United thoát khỏi việc bị trừ điểm và sau đó tránh được việc bị xuống hạng.
Một suất xuống hạng khác thuộc về Nottingham Forest, đội đã sa thải huấn luyện viên Frank Clark vào tháng 12. Stuart Pearce tiếp quản với tư cách là cầu thủ kiêm huấn luyện viên tạm thời, phụ trách trong ba tháng và giành giải Huấn luyện viên của tháng vào tháng 1 năm 1997. Vào tháng 3, Pearce từ chức huấn luyện viên và được thay thế bởi Dave Bassett, cựu huấn luyện viên của Crystal Palace. Cũng xuống hạng, do thất bại 0-1 trước Wimbledon trong trận đấu cuối cùng của mùa giải là câu lạc bộ Sunderland, đội đã rời Roker Park sau 99 năm và chuyển đến Sân vận động Ánh Sáng có sức chứa 42.000 chỗ ngồi bên bờ Sông Wear để bắt đầu mùa giải 1997–98 tại Giải hạng nhất Anh.

## Các đội bóng
20 đội đã tham gia giải đấu – 17 đội đứng đầu từ mùa giải trước và 3 đội thăng hạng từ Giải hạng nhất. Các đội thăng hạng là Sunderland, Derby County (cả hai đội đều trở lại hạng đấu cao nhất sau 5 năm vắng bóng) và Leicester City (trở lại hạng đấu cao nhất ngay sau một mùa giải vắng bóng). Đây cũng là mùa giải đầu tiên của cả Sunderland và Derby County thi đấu tại Premier League. Họ thay thế Manchester City, Queens Park Rangers và Bolton Wanderers, những đội đã xuống chơi tại Giải hạng nhất sau 7, 13 và 1 năm thi đấu ở hạng đấu cao nhất.

### Sân vận động và địa điểm
| Câu lạc bộ          | Địa điểm            | Sân vận động         | Sức chứa |
| ------------------- | ------------------- | -------------------- | -------- |
| Arsenal             | London (Highbury)   | Arsenal Stadium      | 38,419   |
| Aston Villa         | Birmingham          | Villa Park           | 39,399   |
| Blackburn Rovers    | Blackburn           | Ewood Park           | 31,367   |
| Chelsea             | London (Fulham)     | Stamford Bridge      | 36,000   |
| Coventry City       | Coventry            | Highfield Road       | 23,489   |
| Derby County        | Derby               | Baseball Ground      | 18,300   |
| Everton             | Liverpool (Walton)  | Goodison Park        | 40,157   |
| Leeds United        | Leeds               | Elland Road          | 40,204   |
| Leicester City      | Leicester           | Filbert Street       | 22,000   |
| Liverpool           | Liverpool (Anfield) | Anfield              | 42,730   |
| Manchester United   | Manchester          | Old Trafford         | 55,314   |
| Middlesbrough       | Middlesbrough       | Riverside Stadium    | 30,000   |
| Newcastle United    | Newcastle upon Tyne | St James' Park       | 36,649   |
| Nottingham Forest   | West Bridgford      | City Ground          | 30,539   |
| Sheffield Wednesday | Sheffield           | Hillsborough Stadium | 39,859   |
| Southampton         | Southampton         | The Dell             | 15,200   |
| Sunderland          | Sunderland          | Roker Park           | 22,500   |
| Tottenham Hotspur   | London (Tottenham)  | White Hart Lane      | 36,230   |
| West Ham United     | London (Upton Park) | Boleyn Ground        | 28,000   |
| Wimbledon           | London (Selhurst)   | Selhurst Park        | 26,309   |

1. ↑  Đây là mùa giải cuối cùng của Derby County tại Baseball Ground vì họ dự kiến sẽ chuyển đến Sân vận động Pride Park vào cuối mùa giải.
2. ↑  Do Wimbledon không có sân vận động riêng nên họ đã chơi các trận đấu trên sân nhà tại Selhurst Park, sân nhà của Crystal Palace.

### Nhân sự và dụng cụ thi đấu
(tính đến ngày 11 tháng 5 năm 1997)
| Câu lạc bộ          | Huấn luyện viên         | Đội trưởng      | Nhà sản xuất dụng cụ thi đấu | Nhà tài trợ áo đấu  |
| ------------------- | ----------------------- | --------------- | ---------------------------- | ------------------- |
| Arsenal             | Arsène Wenger           | Tony Adams      | Nike                         | JVC                 |
| Aston Villa         | Brian Little            | Andy Townsend   | Reebok                       | AST Research        |
| Blackburn Rovers    | Tony Parkes             | Tim Sherwood    | Asics                        | CIS                 |
| Chelsea             | Ruud Gullit             | Dennis Wise     | Umbro                        | Coors               |
| Coventry City       | Gordon Strachan         | Gary McAllister | Le Coq Sportif               | Peugeot             |
| Derby County        | Jim Smith               | Igor Štimac     | Puma                         | Puma                |
| Everton             | Dave Watson (caretaker) | Dave Watson     | Umbro                        | Danka               |
| Leeds United        | George Graham           | Lucas Radebe    | Puma                         | Packard Bell        |
| Leicester City      | Martin O'Neill          | Steve Walsh     | Fox Leisure                  | Walkers             |
| Liverpool           | Roy Evans               | John Barnes     | Reebok                       | Carlsberg           |
| Manchester United   | Alex Ferguson           | Eric Cantona    | Umbro                        | Sharp               |
| Middlesbrough       | Bryan Robson            | Nigel Pearson   | Erreà                        | Cellnet             |
| Newcastle United    | Kenny Dalglish          | Peter Beardsley | Adidas                       | Newcastle Brown Ale |
| Nottingham Forest   | Dave Bassett            | Stuart Pearce   | Umbro                        | Labatt's            |
| Sheffield Wednesday | David Pleat             | Peter Atherton  | Puma                         | Sanderson           |
| Southampton         | Graeme Souness          | Matt Le Tissier | Pony                         | Sanderson           |
| Sunderland          | Peter Reid              | Kevin Ball      | Avec                         | Vaux Breweries      |
| Tottenham Hotspur   | Gerry Francis           | Gary Mabbutt    | Pony                         | Hewlett-Packard     |
| West Ham United     | Harry Redknapp          | Julian Dicks    | Pony                         | Dagenham Motors     |
| Wimbledon           | Joe Kinnear             | Vinnie Jones    | Lotto                        | Elonex              |

## Bảng xếp hạng
| VT | Đội                   | ST | T  | H  | B  | BT | BB | HS  | Đ  | Giành quyền tham dự hoặc xuống hạng                  |
| -- | --------------------- | -- | -- | -- | -- | -- | -- | --- | -- | ---------------------------------------------------- |
| 1  | Manchester United (C) | 38 | 21 | 12 | 5  | 76 | 44 | +32 | 75 | Điều kiện tham dụ Vòng bảng Champions League         |
| 2  | Newcastle United      | 38 | 19 | 11 | 8  | 73 | 40 | +33 | 68 | Điều kiện tham dự Vòng loại thứ hai Champions League |
| 3  | Arsenal               | 38 | 19 | 11 | 8  | 62 | 32 | +30 | 68 | Điều kiện tham dự Vòng đầu tiên UEFA Cup             |
| 4  | Liverpool             | 38 | 19 | 11 | 8  | 62 | 37 | +25 | 68 | Điều kiện tham dự Vòng đầu tiên UEFA Cup             |
| 5  | Aston Villa           | 38 | 17 | 10 | 11 | 47 | 34 | +13 | 61 | Điều kiện tham dự Vòng đầu tiên UEFA Cup             |
| 6  | Chelsea               | 38 | 16 | 11 | 11 | 58 | 55 | +3  | 59 | Điều kiện tham dự Vòng đầu tiên Cup Winners' Cup     |
| 7  | Sheffield Wednesday   | 38 | 14 | 15 | 9  | 50 | 51 | −1  | 57 |                                                      |
| 8  | Wimbledon             | 38 | 15 | 11 | 12 | 49 | 46 | +3  | 56 |                                                      |
| 9  | Leicester City        | 38 | 12 | 11 | 15 | 46 | 54 | −8  | 47 | Điều kiện tham dự Vòng đầu tiên của UEFA Cup         |
| 10 | Tottenham Hotspur     | 38 | 13 | 7  | 18 | 44 | 51 | −7  | 46 |                                                      |
| 11 | Leeds United          | 38 | 11 | 13 | 14 | 28 | 38 | −10 | 46 |                                                      |
| 12 | Derby County          | 38 | 11 | 13 | 14 | 45 | 58 | −13 | 46 |                                                      |
| 13 | Blackburn Rovers      | 38 | 9  | 15 | 14 | 42 | 43 | −1  | 42 |                                                      |
| 14 | West Ham United       | 38 | 10 | 12 | 16 | 39 | 48 | −9  | 42 |                                                      |
| 15 | Everton               | 38 | 10 | 12 | 16 | 44 | 57 | −13 | 42 |                                                      |
| 16 | Southampton           | 38 | 10 | 11 | 17 | 50 | 56 | −6  | 41 |                                                      |
| 17 | Coventry City         | 38 | 9  | 14 | 15 | 38 | 54 | −16 | 41 |                                                      |
| 18 | Sunderland (R)        | 38 | 10 | 10 | 18 | 35 | 53 | −18 | 40 | Xuống chơi tại Football League First Division        |
| 19 | Middlesbrough (R)     | 38 | 10 | 12 | 16 | 51 | 60 | −9  | 39 | Xuống chơi tại Football League First Division        |
| 20 | Nottingham Forest (R) | 38 | 6  | 16 | 16 | 31 | 59 | −28 | 34 | Xuống chơi tại Football League First Division        |

1. ↑  Aston Villa đã được trao quyền tham dự Cúp UEFA thông qua bảng xếp hạng Fair Play của UEFA.
2. ↑  Chelsea đủ điều kiện tham dự Cup Winners' Cup với tư cách là nhà vô địch Cúp FA.
3. ↑  Leicester City đủ điều kiện tham dự Cúp UEFA với tư cách là nhà vô địch League Cup.
4. ↑  Middlesbrough bị trừ ba điểm vì không thể hoàn thành trận đấu với Blackburn Rovers vào ngày 21 tháng 12 năm 1996.

## Thống kê mùa giải

#### Vua phá lưới

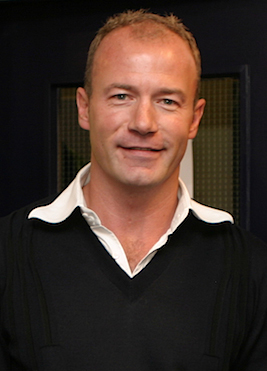
Alan Shearer của Newcastle lần thứ ba đoạt danh hiệu vua phá lưới và cũng là lần cuối cùng, với 25 bàn thắng.

| Xếp hạng | Cầu thủ             | Câu lạc bộ        | Bàn thắng |
| -------- | ------------------- | ----------------- | --------- |
| 1        | Alan Shearer        | Newcastle United  | 25        |
| 2        | Ian Wright          | Arsenal           | 23        |
| 3        | Robbie Fowler       | Liverpool         | 18        |
| 3        | Ole Gunnar Solskjær | Manchester United | 18        |
| 5        | Dwight Yorke        | Aston Villa       | 17        |
| 6        | Les Ferdinand       | Newcastle United  | 16        |
| 6        | Fabrizio Ravanelli  | Middlesbrough     | 16        |
| 8        | Dion Dublin         | Coventry City     | 13        |
| 8        | Matt Le Tissier     | Southampton       | 13        |
| 10       | Dennis Bergkamp     | Arsenal           | 12        |
| 10       | Steve Claridge      | Leicester City    | 12        |
| 10       | Stan Collymore      | Liverpool         | 12        |
| 10       | Juninho             | Middlesbrough     | 12        |

#### Hat-tricks

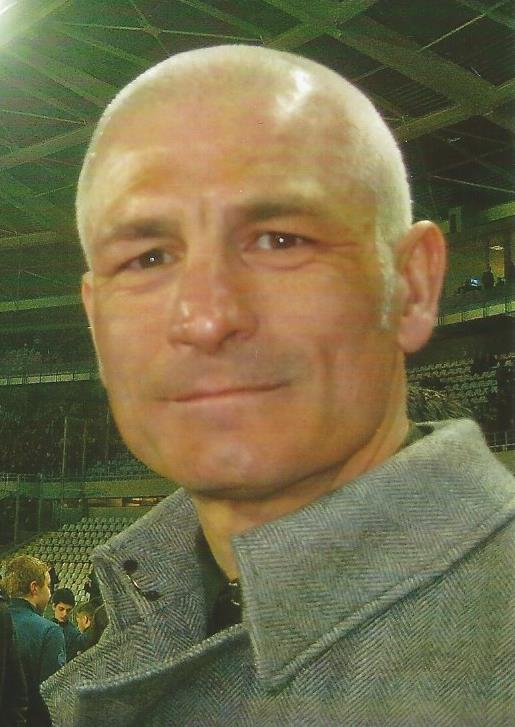
Fabrizio Ravanelli của Middlesbrough là cầu thủ duy nhất ghi được hat-trick nhiều hơn một lần trong mùa giải 1996–97.

| Cầu thủ            | Đội               | Đối thủ             | Kết quả | Ngày                 | Tham khảo |
| ------------------ | ----------------- | ------------------- | ------- | -------------------- | --------- |
| Kevin Campbell     | Nottingham Forest | Coventry City       | 3–0 (A) | 17 tháng 8 năm 1996  | [ 5 ]     |
| Fabrizio Ravanelli | Middlesbrough     | Liverpool           | 3–3 (H) | 17 tháng 8 năm 1996  | [ 6 ]     |
| Ian Wright         | Arsenal           | Sheffield Wednesday | 4–1 (H) | 16 tháng 9 năm 1996  | [ 7 ]     |
| Dwight YorkeL      | Aston Villa       | Newcastle United    | 4–3 (A) | 30 tháng 9 năm 1996  | [ 8 ]     |
| Gary Speed         | Everton           | Southampton         | 7–1 (H) | 16 tháng 11 năm 1996 | [ 9 ]     |
| Robbie Fowler4     | Liverpool         | Middlesbrough       | 5–1 (H) | 14 tháng 12 năm 1996 | [ 10 ]    |
| Alan Shearer       | Newcastle United  | Leicester City      | 4–3 (H) | 2 tháng 2 năm 1997   | [ 11 ]    |
| Ian Marshall       | Leicester City    | Derby County        | 4–2 (H) | 22 tháng 2 năm 1997  | [ 12 ]    |
| Steffen Iversen    | Tottenham Hotspur | Sunderland          | 4–0 (A) | 4 tháng 3 năm 1997   | [ 13 ]    |
| Fabrizio Ravanelli | Middlesbrough     | Derby County        | 6–1 (H) | 5 tháng 3 năm 1997   | [ 14 ]    |
| Kevin Gallacher    | Blackburn Rovers  | Wimbledon           | 3–1 (H) | 15 tháng 3 năm 1997  | [ 15 ]    |
| Paul Kitson        | West Ham United   | Sheffield Wednesday | 5–1 (H) | 3 tháng 5 năm 1997   | [ 16 ]    |

Note: 4 Cầu thủ ghi được 4 bàn thắng; L Cầu thủ ghi hat-tricks ở bên đội thua cuộc; (H) – Sân nhà; (A) – Sân khách

#### Top kiến tạo

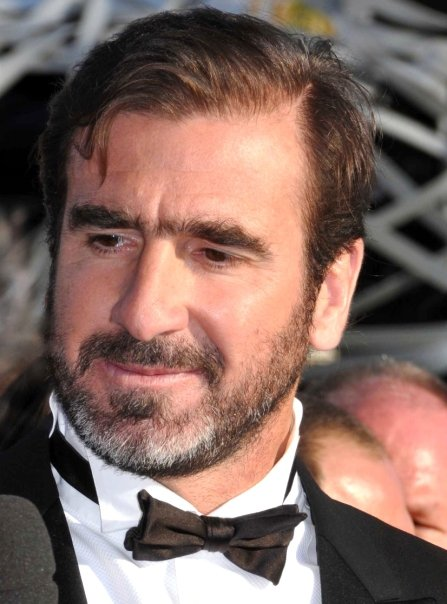
Eric Cantona của Manchester United đã kiến tạo 12 bàn thắng cho câu lạc bộ trong mùa giải Ngoại hạng Anh 1996–97.

| Xếp hạng | Cầu thủ             | Câu lạc bộ        | Kiến tạo |
| -------- | ------------------- | ----------------- | -------- |
| 1        | Eric Cantona        | Manchester United | 12       |
| 2        | Neal Ardley         | Wimbledon         | 11       |
| 3        | Dennis Bergkamp     | Arsenal           | 9        |
| 3        | Andy Hinchcliffe    | Everton           | 9        |
| 3        | Gary McAllister     | Coventry City     | 9        |
| 3        | Gianfranco Zola     | Chelsea           | 9        |
| 7        | Nick Barmby         | Everton           | 8        |
| 7        | David Beckham       | Manchester United | 8        |
| 7        | Stig Inge Bjørnebye | Liverpool         | 8        |
| 7        | Les Ferdinand       | Newcastle United  | 8        |